# Route nationale 614
La route nationale 614, ou RN 614, est une ancienne route nationale française reliant Millas à Pia.
À la suite de la réforme de 1972, elle a été déclassée en RD 614.

## Ancien tracé de Millas à Pia (D 614)
- Millas
- Corneilla-la-Rivière
- Pézilla-la-Rivière
- Baixas
- Peyrestortes
- Rivesaltes
- Pia